# Sermur
Sermur (en francès Sermur) és una comuna (municipi) de França, a la regió de la Nova Aquitània, departament de la Cruesa, al districte d'Aubusson i cantó d'Auzances.
La seva població al cens de 1999 era de 128 habitants. No està integrada en cap Communauté de communes.

## Demografia
| 1968 | 1975 | 1982 | 1990 | 1999 |
| ---- | ---- | ---- | ---- | ---- |
| 238  | 209  | 155  | 139  | 128  |

## Administració
| Període   | Identitat         | Partit |
| --------- | ----------------- | ------ |
| 2001-2008 | Geneviève Bouchet |        |
| 2008-     | Brigitte Lenoir   |        |